# Arthur Tudor

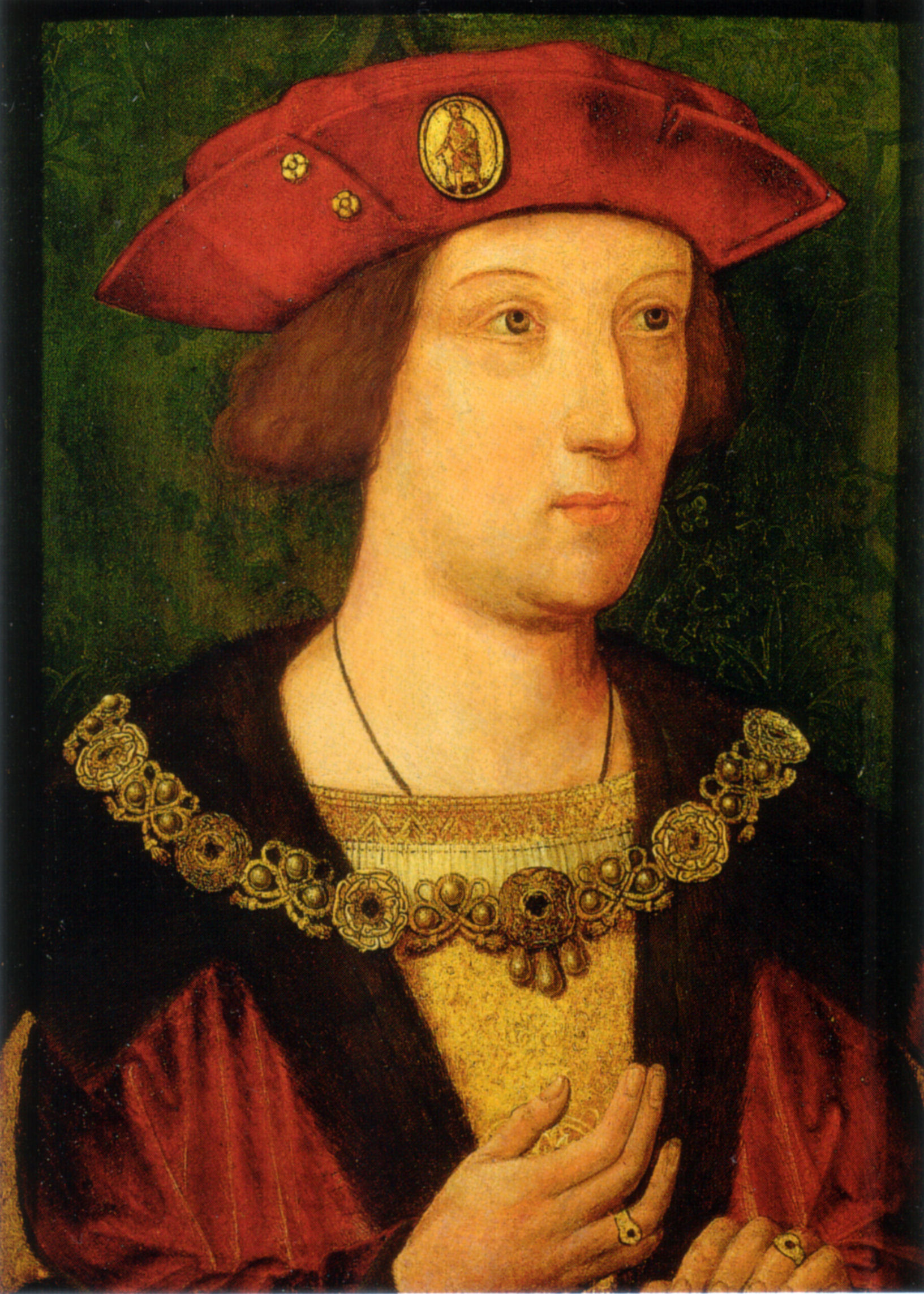
Arthur, Prinz von Wales, etwa als Fünfzehnjähriger

Arthur Tudor (* 20. September 1486 in Winchester; † 2. April 1502 auf Ludlow Castle) war der älteste Sohn von König Heinrich VII. aus dem Haus Tudor und der Elizabeth von York aus dem Haus York. Er trug von Geburt an den Titel Duke of Cornwall und wurde am 29. November 1489 zum achten Prince of Wales und Earl of Chester ernannt. 1501 ehelichte er Katharina von Aragon. Er war die große Hoffnung der neuen Tudordynastie, starb aber überraschend im Alter von nur 15 Jahren.
Sein jüngerer Bruder heiratete Arthurs Witwe und folgte dem Vater als Heinrich VIII. auf den Thron. Als diese Ehe keinen männlichen Thronfolger hervorbrachte, wurde Arthurs vorherige Ehe mit Katharina zum Aufhänger für Heinrich, die Annullierung der Ehe zu beantragen. Dies hatte weitreichende Folgen für England.

## Leben

### Geburt

Die Tudorrose, Vereinigung der weißen Rose von York und der roten von Lancaster

„Am Morgen vor der ersten Stunde nach Mitternacht wurde Prinz Arthur in Winchester geboren“, schrieb seine Großmutter Margaret Beaufort am 20. September 1486 in ihr Stundenbuch. Seine Geburt war von großer Bedeutung und wurde mit Jubel und Freudenfeuern in den Straßen begrüßt. Arthur war die Hoffnung auf Frieden für ganz England, der Thronfolger der neuen Tudordynastie. Er vereinigte in sich das Blut der verfeindeten Adelshäuser Lancaster und York, die zuvor jahrzehntelang in den Rosenkriegen um den Thron gekämpft hatten.
Arthurs Vater Heinrich VII., Erbe des Hauses Lancaster, hatte erst im Jahr zuvor die Krone auf dem Schlachtfeld gewonnen und die Erbin des Hauses York, Elizabeth of York, geehelicht. Arthur war das lebendige Symbol dieser Vereinigung der beiden Häuser, deren Symbole der weißen und der roten Rose in ihm zur weiß-roten Tudorrose verschmolzen. Die neue Dynastie war nur acht Monate nach der Hochzeit mit einem Thronfolger gekrönt worden, der von den Hofpoeten enthusiastisch als zukünftiger Friedenskönig eines goldenen Zeitalters begrüßt wurde.

#### Geburtsort und Namenswahl
Die Alchemisten glaubten, die Vereinigung des roten Königs und der weißen Königin, aus der Arthur entstanden war, sei von Merlin prophezeit worden. Zu seiner Zeit hielt man nicht nur die Artuslegende für wahr, sondern auch Winchester für das historische Camelot. Der kleine Prinz wurde daher nicht zufällig in Winchester geboren und getauft. Seine Eltern waren absichtlich drei Wochen zuvor aus London nach Winchester gereist, um dort seine Geburt abzuwarten.
Weil Arthur dort überraschend früh zur Welt gekommen war, musste die Taufe für ein paar Tage aufgeschoben werden, um einem seiner Taufpaten, dem Earl of Oxford, die nötige Zeit zu geben anzureisen. Sein anderer Taufpate war der Earl of Derby und seine Taufpatin seine Großmutter mütterlicherseits, Elizabeth Woodville.
Am 24. September wurde der Prinz in einer spektakulären Zeremonie in der Kathedrale von Winchester auf den Namen Arthur getauft, nach dem mythischen König Artus. Er sollte als König Arthur II. in die Geschichte eingehen und wie sein berühmter Namensgeber ein neues goldenes Zeitalter einläuten. Um der Namenswahl Nachdruck zu verleihen und Arthur in den Kontext einer langen Linie englischer Könige zu stellen, ließ sein Vater seine Abstammung auf die Zeiten König Artus’ zurückführen und bei der Taufe wurde ein Gobelin gezeigt, der das Wappen von Arthurs Vorfahr mütterlicherseits, Belinus, zeigte.
Sein ganzes künftiges Leben hindurch wurden von Zeitgenossen immer wieder Vergleiche zwischen Arthur und König Artus gezogen und hohe Erwartungen an ihn gestellt, in die Fußstapfen seines großen Namensgebers zu treten.

### Kindheit

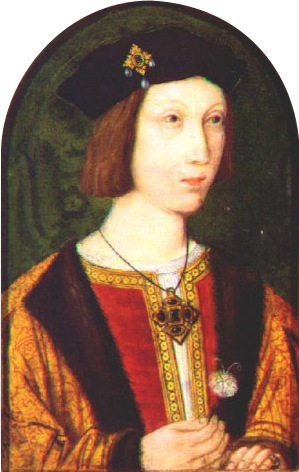
Arthur, etwa in seinem elften Jahr, „groß, von außergewöhnlicher Schöhnheit und Liebreiz, sehr bereit Latein zu sprechen“

Nur vier Wochen nach seiner Geburt wurde Arthur mit seiner Amme Catherine Gibbs nach Farnham Castle gebracht, wo für ihn unter der Führung von Lady Dacre eine Kinderstube außerhalb des Hofes seiner Eltern eingerichtet wurde, wie es für königliche Prinzen üblich war. Die Königin besuchte ihren Sohn erst im Januar und März wieder. Lady Dacre war bereits für den Haushalt des letzten Kronprinzen Edward verantwortlich gewesen, und Arthurs Vater befolgte auch in sonstiger Hinsicht beinahe peinlich genau das Muster von dessen Erziehung.
1489 wurde für den Dreijährigen ein größerer Haushalt eingerichtet, diesmal auch mit männlichen Bediensteten. Am 28. November, dem Tag, an dem seine jüngere Schwester Margaret geboren wurde, wurde er zum Knight of the Bath geschlagen, und am Tag danach wurden in einer Doppelzeremonie Margaret getauft und Arthur offiziell zum Prince of Wales und Earl of Chester erhoben.
Arthurs Ausbildung befand sich auf der Höhe der Zeit und begann, als er vier oder fünf Jahre alt war, mit den Grundlagen wie Lesen, Schreiben und Rechnen, die er sehr schnell lernte. Dann wurde ihm etwa um 1491 John Rede, Rektor des Winchester College, als Tutor für seine weiterführenden Studien zur Seite gestellt, und 1496 für den dritten Teil seiner Ausbildung der blinde Poet Bernard André. Dieser nannte später eine beeindruckende Liste lateinischer Werke von 25 antiken Autoren, die der Prinz, „bevor er sein sechzehntes Jahr erreichte, entweder auswendig gelernt oder mit seinen eigenen Augen gelesen und mit seinen eigenen Fingern durchblättert hatte“, darunter Cicero, Homer, Caesar, Ovid, Tacitus und Vergil. In Vorbereitung auf seine Herrschaft als König schrieb André für Arthur auch eine Reihe von Reden, in denen erfundene Botschafter aus dem antiken Athen und Sparta sich an den Prinzen wandten.
Nach der gängigen Vorstellung war es jedoch die beste Vorbereitung für einen Prinzen, eigene Erfahrung im Regieren zu sammeln. Arthur war als Zweijähriger zwar zum Warden general of the Marches against Scotland gemacht worden und als Sechsjähriger offizieller Regent Englands gewesen, während sein Vater in Frankreich Krieg führte, aber natürlich nur dem Namen nach. Daher wurde Arthur 1493 nach Ludlow Castle in Wales geschickt, zusammen mit seinem Haushalt und einem Rat, um dort das Regieren als regionaler Herrscher zu lernen.

### Ehe mit Katharina von Aragón

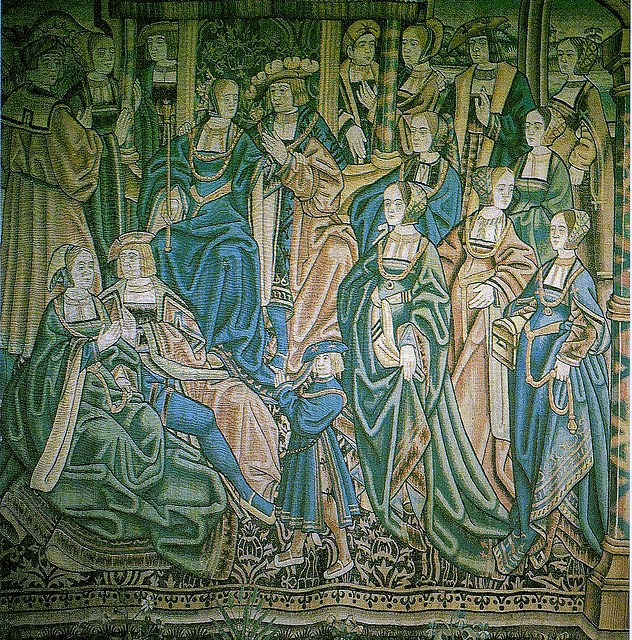
Flämischer Wandteppich, Katharina und Arthur bei ihrer Hochzeit, ca. 1500

Als Arthur weniger als ein Jahr alt war, versuchte sein Vater bereits, eine prestigeträchtige Ehe für ihn zu arrangieren, und es wurde eine Heirat mit der jüngsten spanischen Prinzessin Katharina von Aragon, die nur neun Monate älter als Arthur war, angestrebt. Für die junge Tudordynastie im politisch eher unbedeutenden England war eine Allianz mit Spanien, der größten Macht in Europa, ein äußerst erstrebenswertes Ziel. Spanischen Botschaftern wurde der kleine Prinz 1488 erst nackt und dann schlafend präsentiert, damit sie sich von seiner Gesundheit überzeugen konnten, und schließlich vereinbarte man am 27. März 1489 vertraglich, dass die Ehe kurz nach Arthurs 14. Geburtstag geschlossen werden sollte. In den folgenden Jahren schrieben Arthur und Katharina sich Briefe in lateinischer Sprache, in denen sie sich als Mann und Frau anredeten und ihre gegenseitige Zuneigung beteuerten. „Ich kann kaum ausdrücken, welch ernsthaftes Verlangen ich fühle eure Hoheit zu sehen“, schrieb Arthur einmal an seine „geliebte Gattin“ und dankte ihr für ihre „lieblichen Briefe“. Zur Beteuerung der Heiratsabsicht in der sich stetig ändernden politischen Landschaft der Zeit wurde 1497 in Woodstock eine Verlobung per Stellvertreter durchgeführt, und 1499 und 1500 jeweils eine Trauung per Stellvertreter, bei der der spanische Botschafter anstelle von Katharina den Eheschwur leistete.
Nach mehreren Aufschüben reiste Katharina schließlich Ende 1501 nach England, wo sie sehnlich erwartet worden war. Der König und Arthur trafen sie entgegen dem Hofprotokoll noch vor ihrem Einzug nach London, um sie zu sehen, und Arthur schrieb später an seine Schwiegereltern, dass er nie so glücklich gewesen sei wie beim Anblick des „lieblichen Antlitzes meiner Gemahlin“. Weiter schrieb er, dass keine Frau der Welt ihm angenehmer sein könnte, und versprach ihnen, ein guter Ehemann zu sein. Arthur und Katharina heirateten in einer pompösen Zeremonie, gekleidet in Weiß und Gold, am 14. November 1501 in der St Paul’s Cathedral, auf einer extra für den Anlass gebauten erhöhten Plattform, die sich durch den ganzen Mittelgang der Kathedrale hindurch zog und mit einem roten Teppich bedeckt war. Es herrschte solcher Andrang von Schaulustigen, dass man laut einem Augenzeugen nichts als Gesichter sehen konnte. Die frisch Vermählten wendeten sich Hand in Hand erst zur einen, dann zur anderen Seite, um sich den Zuschauern zu zeigen, und aus der Menge ertönten begeisterte Rufe „König Heinrich“ und „Prinz Arthur“.
Nach dem anschließenden Gelage wurde das Brautpaar am Abend von einem großen Gefolge, darunter der Earl of Oxford und Marquess of Dorset, zeremoniell zu Bett gebracht, um die Ehe zu vollziehen. „Und so beschlossen und vollzogen diese ehrenwerten Personen die Wirkung und Vervollständigung des Ehebunds.“ schrieb der offizielle Herold. Laut Zeugen, die beinahe 30 Jahre später dazu befragt wurden, befahl Arthur am nächsten Morgen seinem Diener Anthony Willoughby, ihm einen Becher Ale zu bringen, „denn ich war diese Nacht inmitten Spaniens.“ Später soll der Prinz offen gesagt haben: „Meine Herren, es ist ein guter Zeitvertreib eine Frau zu haben.“
In den nächsten Tagen folgten verschwenderische Prozessionen, Bankette, Maskenbälle, Turniere und Tanzbälle, und 67 Männer wurden zur Feier des Ereignisses zu Knights of the Bath gemacht, so viele wie nie zuvor auf einmal.
Unter den Erwachsenen wurde zunächst eine Weile lang überlegt, ob man die beiden Jugendlichen tatsächlich schon als Mann und Frau zusammenleben lassen sollte. Dann zog das junge Ehepaar am 21. Dezember nach Ludlow an der englisch-walisischen Grenze, wo Arthur residierte, und feierte dort zusammen das Weihnachtsfest als Ehepaar an der Spitze ihres eigenen Hofes.

## Tod
Die Ehe dauerte nur vier weitere Monate. Am Ostertag 1502, dem 27. März, erkrankte Arthur plötzlich schwer.

„Es war die erbärmlichste Krankheit und Leiden, die mit so schmerzhafter und großer Gewalt kämpften und in ihn fuhren …, so dass der grausame und glühende Feind der Natur, der tödliche Verfall, das reine und freundesreiche Blut vollkommen überwältigte und bezwang“

Keine Woche später, am 2. April, „erloschen seine Lebensgeister schließlich“. Die Ursache seines Todes ist heute bei der spärlichen Quellenlage und dem unterentwickelten medizinischen Wissen der Zeit nicht mehr nachvollziehbar. Die lange gehegte Theorie, dass er an Tuberkulose starb, gilt als überholt, andere mögliche Todesursachen sind die damals gefürchtete Schweißkrankheit und die Pest, die im Frühling 1502 beide in der Umgebung von Ludlow grassierten. Laut einer Theorie des Historikers David Starkey starb Arthur dagegen an Hodenkrebs, der häufigsten Krebsart bei 15- bis 19-jährigen Jungen.
Sein plötzlicher Tod war ein großer Schock für seine Eltern, nicht nur in persönlicher Hinsicht, sondern auch in dynastischer. Elizabeth of York, in einem Versuch, ihren Ehemann zu trösten, sagte ihm, dass sie beide jung genug seien, um mehr Kinder zu haben, und dass Gott ihnen doch noch einen „feinen Prinzen gelassen hatte“ – Arthurs Bruder Heinrich –, bevor sie alleine in ihrer Kammer in Tränen ausbrach.
Arthurs Körper wurde nach gängiger Sitte ausgeweidet und konserviert und lag anschließend drei Wochen lang in seiner Kammer aufgebahrt, bevor er in einer tagelangen Prozession nach Worcester gebracht und dort standesgemäß beerdigt wurde. Sein jüngerer Bruder Heinrich erbte Arthurs Titel und bestieg später als Heinrich VIII. den englischen Thron.

## Folgen der Ehe für die Scheidung HeinrichsVIII.

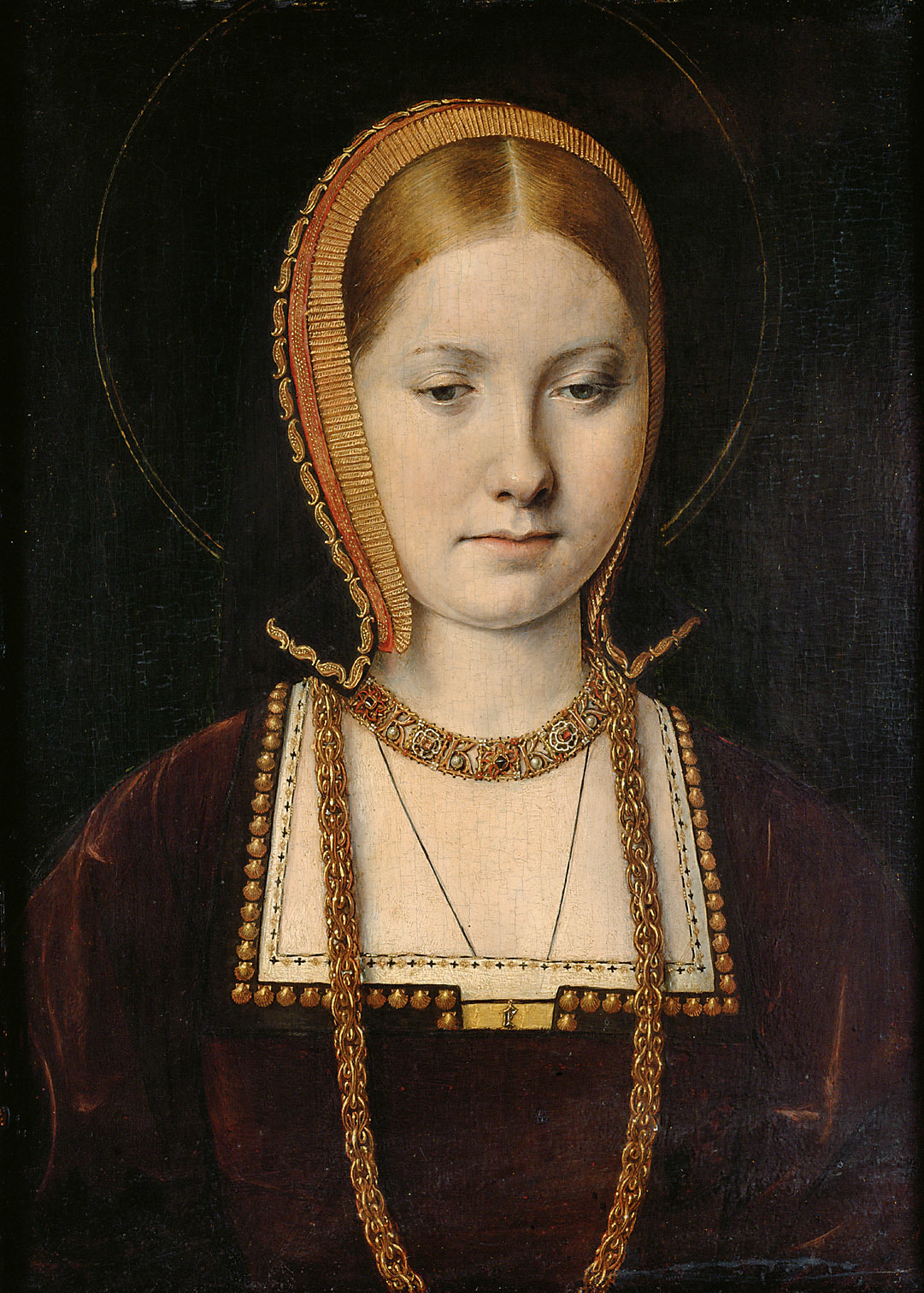
Katharina von Aragon als junge Witwe

Die Frage, ob die Ehe zwischen Arthur und Katharina vollzogen wurde oder nicht, wird noch heute kontrovers diskutiert. Sie hatte immense Folgen für die Geschichte Englands, und es kann argumentiert werden, dass sie maßgeblich den Kurs der englischen Reformation beeinflusste und schlussendlich mit der Gründung der Anglikanischen Kirche zur Abtrennung der Kirche Englands von Rom führte.
Arthurs Tod machte nicht nur Katharina mit 16 Jahren zu einer Witwe, sondern auch das Bündnis zwischen Spanien und England zunichte. Um es dennoch zu erhalten, kamen beide Seiten überein, dass Katharina Arthurs zehnjährigen Bruder Heinrich, der nun der Thronfolger war, heiraten solle. Katharina heiratete Heinrich 1509. Aus der Verbindung ging trotz vieler Schwangerschaften jedoch nicht der erhoffte Thronfolger hervor, lediglich eine Tochter, Maria, überlebte, und Heinrich begann zu glauben, dass dies eine Strafe Gottes dafür war, dass er entgegen biblischem Befehl die Witwe seines Bruders geheiratet hatte.

„Wenn jemand seines Bruders Weib nimmt, das ist eine schändliche Tat; sie sollen ohne Kinder sein, darum daß er seines Bruders Blöße aufgedeckt hat.“

Dieser Hinderungsgrund war auch schon 1502 erkannt worden, und um die Ehe zwischen Katharina und Heinrich trotzdem zu ermöglichen, hatte man einen päpstlichen Dispens erwirkt. Der Satz aus der Bibel und die Notwendigkeit eines Dispenses traf aber nur zu, wenn die Ehe zwischen Arthur und Katharina eine Ehe im vollen Sinne gewesen, das heißt, vollzogen worden war. Darüber, ob dies geschehen sei, herrschte schon kurz nach Arthurs Tod Uneinigkeit. Die Engländer gingen fest von einem Ehevollzug aus und hatten nach Arthurs Tod zunächst geglaubt, Katharina könnte mit einem Thronfolger schwanger sein. Dies stellte sich aber als falsch heraus, und Katharinas Gouvernante Doña Elvira schwor, die Prinzessin sei noch Jungfrau. Der päpstliche Dispens drückte sich daher absichtlich vage aus, um beide Interpretationen zuzulassen, die Ehe sei „vielleicht vollzogen worden“ hieß es darin und war genehmigt worden.
Als Heinrich 1527 Bestrebungen machte, seine Ehe mit Katharina annullieren zu lassen, bereits mit der Absicht, anschließend seine Geliebte Anne Boleyn zu heiraten, erlangte die Frage des Ehevollzugs mit Arthur neue Bedeutung. Katharina wehrte sich hartnäckig gegen eine Scheidung und sagte nun erstmals selbst, dass sie als Jungfrau in die Ehe mit Heinrich gegangen sei. Im anschließenden, beinahe sieben Jahre dauernden Gefecht zwischen Katharina und Heinrich wurden u. a. Details und Zeugen über ihre erste Ehe zu Arthur ausgegraben. Sogar angeblich echte blutige Laken aus der Hochzeitsnacht wurden vor Gericht gezeigt. Katharina behauptete, Arthur habe nur siebenmal in einem Bett mit ihr geschlafen, jedoch ohne sexuellen Kontakt. Dagegen hielt Heinrich die Zeugenaussage von Arthurs Kammerherrn, William Thomas, der sagte, er habe Arthur „viele verschiedene Male, in sein Nachthemd gekleidet zur Bettkammer der Prinzessin begleitet“. Ebenso wurde der Bericht von Anthony Willoughby gehört, dem Arthur nach der Hochzeitsnacht gesagt hatte, er wäre in der Mitte Spaniens gewesen. Ob es sich dabei um gekaufte Zeugenaussagen, die Wahrheit oder nur jugendliche Angeberei seitens Arthur handelte, ist schwer zu sagen. Auch Katharina hätte guten Grund gehabt, zu lügen, um nach zwanzig Jahren Ehe ihren Status als Königin nicht zu verlieren und aus Angst, eine Scheidung könnte ihre Tochter Maria zum Bastard machen (was letztlich auch geschah).
Keine der beiden Seiten konnte den endgültigen Beweis für oder wider erbringen, und der Papst zögerte aus politischen Gründen, eine Entscheidung zu treffen. Nach jahrelangen Aufschüben machte Heinrich den radikalen Schritt, England von der Autorität des Papstes zu trennen und die Anglikanische Kirche zu begründen, indem er sich selbst zum Oberhaupt der Kirche Englands erklären und die Ehe mit Katharina von seinem Erzbischof Thomas Cranmer für null und nichtig erklären ließ. Dadurch ging England in den folgenden Jahrhunderten und bis heute einen konfessionellen Sonderweg.

## Mythos Schwächling
Im Laufe des 19. Jahrhunderts verbreitete sich die Ansicht, Arthur sei von Geburt an ein schwächliches und kränkliches Kind gewesen, klein und unterentwickelt für sein Alter. Diese Idee des schwächlichen Arthur wurde im Laufe der Zeit derart aufgebauscht, dass einige moderne Autoren wie Antonia Fraser sogar fälschlich behaupten, Arthur sei bei seiner Hochzeit einen halben Kopf kleiner als seine Braut gewesen, die ihrerseits von geradezu winziger Statur war. Es gibt jedoch keinen Hinweis darauf, dass Arthur zu Lebzeiten als klein und kränklich betrachtet wurde. Im Gegenteil beschrieb der Mailänder Botschafter 1497 den elfjährigen Arthur als „größer als sein Alter rechtfertigen würde, von außergewöhnlicher Schönheit und Liebreiz“.
Die erste Beschreibung von Arthur als krank und schwächlich tauchte im 19. Jahrhundert im Dictionary of National Biography auf und beruhte wohl auf der Fehlinterpretation eines Briefes, den Arthurs Vater an die Schwiegereltern seines Sohnes schrieb. Der König sagt darin, dass er entgegen den Einwänden seines Rates Arthur und Katharina als Mann und Frau zusammenleben lassen wolle, trotz des „zarten Alters unseres Sohnes“ und „selbst zu seiner Gefahr“. Da Arthur kurz darauf starb und außerdem eine Frühgeburt gewesen war, interpretierte man dies als einen generellen Kommentar über Arthurs Gesundheitszustand. Der König bezog sich allerdings auf die damals gängige Ansicht, dass frühzeitige sexuelle Kontakte für einen Jungen in Arthurs Alter gesundheitlich bedenklich seien. Die neun Monate ältere Katharina wurde mit ihren 16 Jahren dagegen als bereit für Ehe und Mutterschaft betrachtet.
Eine weitere, mögliche Quelle ist ein Bericht von Katharinas Leibarzt Doktor Alcaraz, der behauptete, er hätte „nie einen Mann gesehen, dessen Beine und andere Körperteile so dünn waren“. Einige Zeit nach der Hochzeit ging Alcaraz so weit zu behaupten: „Dem Prinzen blieb die Kraft verwehrt, die nötig ist, eine Frau zu erkennen, als wäre er ein kalter Steinbrocken, denn er befand sich im letzten Stadium der Schwindsucht.“ Allerdings war er als Katharinas Bediensteter möglicherweise daran interessiert, nach Arthurs Tod ihre Jungfräulichkeit zu bestätigen, damit der Weg für eine Ehe mit Heinrich geebnet wurde. Tatsächlich erfreute Arthur sich bis zu seinem plötzlichen Tod wohl einer guten Gesundheit.

## Ahnentafel
|  |                                                 |  |  |  |  |  |  |  |  |  |  |  |  |  |  |  |
|  | 16. Maredudd ap Tudur                           |  |  |  |  |  |  |  |  |  |  |  |  |  |  |  |
|  |                                                 |  |  |  |  |  |  |  |  |  |  |  |  |  |  |  |
|  |                                                 |  |  |  |  |  |  |  |  |  |  |  |  |  |  |  |
|  | 8. Owen Tudor                                   |  |  |  |  |  |  |  |  |  |  |  |  |  |  |  |
|  |                                                 |  |  |  |  |  |  |  |  |  |  |  |  |  |  |  |
|  |                                                 |  |  |  |  |  |  |  |  |  |  |  |  |  |  |  |
|  | 17. Margaret ferch Dafydd                       |  |  |  |  |  |  |  |  |  |  |  |  |  |  |  |
|  |                                                 |  |  |  |  |  |  |  |  |  |  |  |  |  |  |  |
|  |                                                 |  |  |  |  |  |  |  |  |  |  |  |  |  |  |  |
|  | 4. Edmund Tudor, 1. Earl of Richmond            |  |  |  |  |  |  |  |  |  |  |  |  |  |  |  |
|  |                                                 |  |  |  |  |  |  |  |  |  |  |  |  |  |  |  |
|  |                                                 |  |  |  |  |  |  |  |  |  |  |  |  |  |  |  |
|  | 18. Karl VI. (Frankreich)                       |  |  |  |  |  |  |  |  |  |  |  |  |  |  |  |
|  |                                                 |  |  |  |  |  |  |  |  |  |  |  |  |  |  |  |
|  |                                                 |  |  |  |  |  |  |  |  |  |  |  |  |  |  |  |
|  | 9. Catherine de Valois                          |  |  |  |  |  |  |  |  |  |  |  |  |  |  |  |
|  |                                                 |  |  |  |  |  |  |  |  |  |  |  |  |  |  |  |
|  |                                                 |  |  |  |  |  |  |  |  |  |  |  |  |  |  |  |
|  | 19. Isabeau de Bavière                          |  |  |  |  |  |  |  |  |  |  |  |  |  |  |  |
|  |                                                 |  |  |  |  |  |  |  |  |  |  |  |  |  |  |  |
|  |                                                 |  |  |  |  |  |  |  |  |  |  |  |  |  |  |  |
|  | 2. Heinrich VII. (England)                      |  |  |  |  |  |  |  |  |  |  |  |  |  |  |  |
|  |                                                 |  |  |  |  |  |  |  |  |  |  |  |  |  |  |  |
|  |                                                 |  |  |  |  |  |  |  |  |  |  |  |  |  |  |  |
|  | 20. John Beaufort, 1. Earl of Somerset          |  |  |  |  |  |  |  |  |  |  |  |  |  |  |  |
|  |                                                 |  |  |  |  |  |  |  |  |  |  |  |  |  |  |  |
|  |                                                 |  |  |  |  |  |  |  |  |  |  |  |  |  |  |  |
|  | 10. John Beaufort, 1. Duke of Somerset          |  |  |  |  |  |  |  |  |  |  |  |  |  |  |  |
|  |                                                 |  |  |  |  |  |  |  |  |  |  |  |  |  |  |  |
|  |                                                 |  |  |  |  |  |  |  |  |  |  |  |  |  |  |  |
|  | 21. Margaret Holland                            |  |  |  |  |  |  |  |  |  |  |  |  |  |  |  |
|  |                                                 |  |  |  |  |  |  |  |  |  |  |  |  |  |  |  |
|  |                                                 |  |  |  |  |  |  |  |  |  |  |  |  |  |  |  |
|  | 5. Margaret Beaufort                            |  |  |  |  |  |  |  |  |  |  |  |  |  |  |  |
|  |                                                 |  |  |  |  |  |  |  |  |  |  |  |  |  |  |  |
|  |                                                 |  |  |  |  |  |  |  |  |  |  |  |  |  |  |  |
|  | 22. John Beauchamp of Bletso                    |  |  |  |  |  |  |  |  |  |  |  |  |  |  |  |
|  |                                                 |  |  |  |  |  |  |  |  |  |  |  |  |  |  |  |
|  |                                                 |  |  |  |  |  |  |  |  |  |  |  |  |  |  |  |
|  | 11. Margaret Beauchamp of Bletso                |  |  |  |  |  |  |  |  |  |  |  |  |  |  |  |
|  |                                                 |  |  |  |  |  |  |  |  |  |  |  |  |  |  |  |
|  |                                                 |  |  |  |  |  |  |  |  |  |  |  |  |  |  |  |
|  | 23. Edith Stourton                              |  |  |  |  |  |  |  |  |  |  |  |  |  |  |  |
|  |                                                 |  |  |  |  |  |  |  |  |  |  |  |  |  |  |  |
|  |                                                 |  |  |  |  |  |  |  |  |  |  |  |  |  |  |  |
|  | 1. Arthur, Prinz von Wales                      |  |  |  |  |  |  |  |  |  |  |  |  |  |  |  |
|  |                                                 |  |  |  |  |  |  |  |  |  |  |  |  |  |  |  |
|  |                                                 |  |  |  |  |  |  |  |  |  |  |  |  |  |  |  |
|  | 24. Richard of Conisburgh, 1. Earl of Cambridge |  |  |  |  |  |  |  |  |  |  |  |  |  |  |  |
|  |                                                 |  |  |  |  |  |  |  |  |  |  |  |  |  |  |  |
|  |                                                 |  |  |  |  |  |  |  |  |  |  |  |  |  |  |  |
|  | 12. Richard Plantagenet, 3. Duke of York        |  |  |  |  |  |  |  |  |  |  |  |  |  |  |  |
|  |                                                 |  |  |  |  |  |  |  |  |  |  |  |  |  |  |  |
|  |                                                 |  |  |  |  |  |  |  |  |  |  |  |  |  |  |  |
|  | 25. Anne Mortimer                               |  |  |  |  |  |  |  |  |  |  |  |  |  |  |  |
|  |                                                 |  |  |  |  |  |  |  |  |  |  |  |  |  |  |  |
|  |                                                 |  |  |  |  |  |  |  |  |  |  |  |  |  |  |  |
|  | 6. Eduard IV. (England)                         |  |  |  |  |  |  |  |  |  |  |  |  |  |  |  |
|  |                                                 |  |  |  |  |  |  |  |  |  |  |  |  |  |  |  |
|  |                                                 |  |  |  |  |  |  |  |  |  |  |  |  |  |  |  |
|  | 26. Ralph Neville, 1. Earl of Westmorland       |  |  |  |  |  |  |  |  |  |  |  |  |  |  |  |
|  |                                                 |  |  |  |  |  |  |  |  |  |  |  |  |  |  |  |
|  |                                                 |  |  |  |  |  |  |  |  |  |  |  |  |  |  |  |
|  | 13. Cecily Neville                              |  |  |  |  |  |  |  |  |  |  |  |  |  |  |  |
|  |                                                 |  |  |  |  |  |  |  |  |  |  |  |  |  |  |  |
|  |                                                 |  |  |  |  |  |  |  |  |  |  |  |  |  |  |  |
|  | 27. Joan Beaufort, Countess of Westmorland      |  |  |  |  |  |  |  |  |  |  |  |  |  |  |  |
|  |                                                 |  |  |  |  |  |  |  |  |  |  |  |  |  |  |  |
|  |                                                 |  |  |  |  |  |  |  |  |  |  |  |  |  |  |  |
|  | 3. Elizabeth of York                            |  |  |  |  |  |  |  |  |  |  |  |  |  |  |  |
|  |                                                 |  |  |  |  |  |  |  |  |  |  |  |  |  |  |  |
|  |                                                 |  |  |  |  |  |  |  |  |  |  |  |  |  |  |  |
|  | 28. Sir Richard Wydevill                        |  |  |  |  |  |  |  |  |  |  |  |  |  |  |  |
|  |                                                 |  |  |  |  |  |  |  |  |  |  |  |  |  |  |  |
|  |                                                 |  |  |  |  |  |  |  |  |  |  |  |  |  |  |  |
|  | 14. Richard Woodville, 1. Earl Rivers           |  |  |  |  |  |  |  |  |  |  |  |  |  |  |  |
|  |                                                 |  |  |  |  |  |  |  |  |  |  |  |  |  |  |  |
|  |                                                 |  |  |  |  |  |  |  |  |  |  |  |  |  |  |  |
|  | 29. Elizabeth Bodulgate                         |  |  |  |  |  |  |  |  |  |  |  |  |  |  |  |
|  |                                                 |  |  |  |  |  |  |  |  |  |  |  |  |  |  |  |
|  |                                                 |  |  |  |  |  |  |  |  |  |  |  |  |  |  |  |
|  | 7. Elizabeth Woodville                          |  |  |  |  |  |  |  |  |  |  |  |  |  |  |  |
|  |                                                 |  |  |  |  |  |  |  |  |  |  |  |  |  |  |  |
|  |                                                 |  |  |  |  |  |  |  |  |  |  |  |  |  |  |  |
|  | 30. Peter von Luxembourg, Graf von Saint-Pol    |  |  |  |  |  |  |  |  |  |  |  |  |  |  |  |
|  |                                                 |  |  |  |  |  |  |  |  |  |  |  |  |  |  |  |
|  |                                                 |  |  |  |  |  |  |  |  |  |  |  |  |  |  |  |
|  | 15. Jacquetta von Luxemburg                     |  |  |  |  |  |  |  |  |  |  |  |  |  |  |  |
|  |                                                 |  |  |  |  |  |  |  |  |  |  |  |  |  |  |  |
|  |                                                 |  |  |  |  |  |  |  |  |  |  |  |  |  |  |  |
|  | 31. Margaret de Baux                            |  |  |  |  |  |  |  |  |  |  |  |  |  |  |  |
|  |                                                 |  |  |  |  |  |  |  |  |  |  |  |  |  |  |  |
|  |                                                 |  |  |  |  |  |  |  |  |  |  |  |  |  |  |  |